# 西螺七欠
七欠（詔安客語客拼：cidˊ kiam^），亦被稱為西螺七崁，是在台灣雲林縣西螺、二崙、崙背地區定居的張廖家族的子孫按照其居住地所劃分的七個區，同時也是指在這七個區域流行的某些武功門派。七欠為雲林詔安客家族群的祭祀組織，「欠」（Khiam）這字在詔安客家話意思是角落，民國五十八年二崙廖大漢編寫廖氏族譜把七欠改成七崁，同年台中廖德福編廖氏大族譜寫成七嵌，民國六十一年華視又把七欠作「西螺七劍」，故多誤稱，螺陽平原詔安客家族群亦有「欠」的組織。

## 背景
在臺灣的廖姓家族可分為雙廖（張廖姓）和單廖（清廖）兩種，清廖就是單純的廖姓，主要分布在新竹縣、台北市和高雄市。雙廖或是張廖姓，又稱廖皮張骨、活廖死張，就是生時姓廖，死後為姓張回歸為張氏祖先，其後代主要分布在雲林縣、南投縣、宜蘭縣、桃園市、新北市和台中市。張廖氏的起源是在福建省漳州府詔安縣二都官陂，起因在元順帝時，原名叫張愿仔， 字再輝，避居於二都官陂坪寨，後受當地廖姓員外招贅，改名為廖元子，即是現在張廖家族的始祖。廖元子在去世前，囑咐獨子廖友來：「……子孫生當姓廖，以光母族，死當姓張，以存子姓，生死不忘，張廖兩全。」這段歷史也展現了西螺七嵌張廖雙姓人知恩圖報、飲水思源的本性。

注釋：以張愿仔和廖大娘為開姓始祖的張廖姓，目前已傳至二十五世，分佈于詔安縣官陂的17個村落。為使後世子孫共知張廖姓木本水源，張廖族人取張姓郡望“清河”和廖姓郡望“武威”各一字，以“清武堂”為本家族標幟。
張廖姓傳到第五世時，有廖道文和廖道行兩兄弟，在官陂溪口村建宗祠曰“上祀堂”。上祀堂分上下廳，兄弟分家時，兄得上廳，弟得下廳。據風水先生說，得下廳的要外出，方能興旺。所以張廖道行派下子孫，每一代除少數留下守祖外，其餘大多外遷，一部分移居臺灣，又有一些遷徙日本等地。

## 七欠箴規
依據《雲林縣誌》「氏族篇」記載，乾隆年間，有多位張廖姓商人，從大陆福建詔安來西螺經商，墾荒。明朝永曆十五年（1661年），其子孫在在祖祠大門設了七條箴規。

張廖氏的七欠箴規

第一嵌：張廖姓|生廖死張，故曰張廖。
「生存姓廖」，戶籍、兵籍、財產、名號、生辰、結婚屬之，「逝世姓張」，神主、墓誌、祭祀、神鬼屬之。
第二嵌：不食牛犬，知恩無類。
牛犬獸類也，知主之恩，況於人乎，不食牛犬，有不食之恩，牛犬有恩於人也。獸類知恩，人獸雖異，而靈性知恩則同，故曰無類。
第三嵌：得正祀位猶勝籃轎八臺。
古制養子為嗣，但未有養孫。廖三九郎收廖元子為養子，但元子因族人諍訟之事突然逝世，以致廖三九郎膝下猶虛。因此三九郎希望孫廖友來「得正祀位」，而此事獲得邱高太祖妣的認同：「子孫孝順，母祖慈愛，竹籃為轎之樂，猶勝八臺（八人抬之大轎）。」，而友來也奉行遺命，是謂一嗣雙祧，自立一族，以光「張廖」門楣。
第四嵌：嗣續為女，繼紹為先。
無男而以女承嗣者，招婿生男，生廖死張固然也。如獨生子，則生身之父無歸宿，待子生孫，需先繼生父，為當務急，嗣女須書「張廖媽」以明由來，婿歸本姓，例不入張廖之祠，此繼絕為人道之始也。
第五嵌：制無苟且，恐生戾氣。
 守制中有孕，恐生戾氣之兒，乃胎教攸關也。守制前有孕，須求束帶以資分別，帶以布束腰，布長與柩齊。
第六嵌：堂教修譜，敦親睦族。
祠堂非祇鳏祭祀，實乃教育子孫，使知遺訓，並知修譜，以明房派分佈情形，引發敦親睦族之心，紀念宗功祖德之偉，旨在育英而兼禮教。
第七嵌：遷籍修譜，天下一家。
遷籍外出，姓張姓廖聽其自便，然必須修譜，庶幾知木之有本，如水之有源，乃序譜之宗旨也，子孫分佈雖遠，序譜一查，天下猶一家焉。

## 七欠聯防制度與範圍
七欠，根據雲林崇遠堂內記述文字指出，原指當地張廖家族七條祖訓，稱「七欠箴規」。而後為促進族人團結，張廖家族又將分居的25個客庄畫分七大角落，亦稱「七欠」(因25庄分佈達三個鄉鎮，並未冠上「西螺」)，實施聯防自保，並每七年輪流舉辦秋後祈安謝神迎神賽會。許多人不知所以，又受中華電視公司1972年連續劇《西螺七劍》影響，誤以為「七欠」是指阿善師門下七位師兄弟，並發展出西螺七崁、七崁、七嵌等不同稱呼。
張廖氏既以務農為業，同時族繁人眾，為了自保乃在張廖所墾殖之25庄頭，以一村里或數村落為單位，分為「七欠」，形成犄角之勢守望相助，實施宗族聯防自保的制度。當時「七欠」的地區大致畫分如下：
- 頭欠：廣興、頂湳、埔姜崙。
- 二欠：魚寮、下湳、九塊厝、太和寮、吳厝 (雲林縣)。
- 三欠：犁份庄、田尾 (雲林縣)、湳仔。
- 四欠：三塊厝、十八張犁、深坑仔。
- 五欠：二崙、下庄仔。
- 六欠：廍仔、新店、惠來厝 (雲林縣二崙鄉)、打牛湳、塘仔面、頂庄仔、張厝(雲林縣)。
- 尾欠：港尾、下新庄仔。(下新庄仔在日治時代後，張廖者全部改姓張。)

## 春秋二祭
清朝道光28～29年（1849年～1850年），由張廖子孫共同損資，於現今西螺鎮下湳里，興建的宗祠名為「繼述堂」，當時在西螺地區定居的張廖子孫可分為二十三庄，為了團結張廖氏家族，故將二十三庄分為七個地區，頭欠和第二欠分別為現今的西螺鎮，第三欠、第四欠、第五欠和第六欠為現今的二崙鄉，第七欠則是分別位於現在的崙背鄉和土庫鎮，第七欠的祝天宮媽祖也被稱作七欠媽。七欠張廖人的祭祖分為春秋二祭，春天是在正月十一，即為始祖廖元子的忌辰日，秋天是在農曆九月九日，因為後代不知廖元子生辰，故將重陽節定為廖元子生辰，在這天舉行祭祖。另有人主張除了春秋二祭之外，在十月秋收之後，舉行祈安謝神迎神賽會。這些活動，就由七嵌輪流舉辦，每七年輪一次。
後因白馬事件 (光緒元年, 1875年) 引起鐘李廖三姓大械鬪，歷時三年造成三姓族人死傷慘重，春秋二祭在此期間 (光緒元年至三年) 停辦而後日漸式微。
張廖家祠（繼述堂後改名為崇遠堂）於日本昭和3年（西元1928年）重修位在西螺鎮福田里新厝二十二號（於二崙往西螺約1.5公里公路引西圳橋南邊田園間），並將祠堂堂號，依第三條祖訓由「繼述堂」改稱為「崇遠堂」，民國44年（西元1955年）再度整建，民國74年（西元1985年）11月27日，被台灣列為三級古蹟。

## 七欠史蹟
1895年乙未戰爭之時，廖琛（或稱廖璟琛）為鐵國山義軍重要將領，曾參與鐵國山武裝抗日行動，英勇抵抗日軍於雲林斗六門。

## 七欠武功
七欠地區依武術不同而分成振興、勤習、武野三大流派，後來衍生出四個武館系統，分別是勤習堂、振興社、武野館及振興館。 
約在道光年間逐漸發展出來，尾欠的金獅連陣武野館系統，頭欠的振興社系統，相傳都是來自詔安客家的武師所傳，另外還有在七欠範圍之外的西螺街上，發展出以太祖拳為主的勤習堂系統。頭欠振興社系統的武術為金鷹拳或揲仔手，並在七欠範圍外的西螺街上又分支出振興館系統。尾欠金獅連陣武野館為金星師的布雞拳，當時的在土庫牛埔一帶的土匪猖獗，地方人士皆會習武自保並抵禦土匪侵擾。

### 勤習堂
勤習堂系統的武術以太祖拳為主
勤習堂是由廖懋昭（萬得師）於光緒年間取得武秀才，在二十四歲盡得高榮師真傳所創，因為高榮師期許習武者唯有「勤習」才能練就一身好功夫，遂將武館代命名「勤習堂」。西螺當時武師均擅長北管文武場樂器(錦城齋)成員。當時西螺街流傳一段佳話：「聽曲市仔頭錦城齋，看武街仔尾勤習堂」。
勤習堂的拳法基礎為太祖拳系統，相傳源自以武術見長的宋太祖趙匡胤，勤習堂開館以紅紙、香爐奉祀祖師，主祀宋太祖、白鶴仙師及觀音佛祖；此外，還有達摩祖師、福德正神及九天玄女等，其中又以宋太祖為祖師居中位，彰顯勤習堂的武術是以太祖拳為入門拳種。太祖拳講究剛、猛、緊、穩、小等基本原則，拳技的內容在西螺地區最稱大宗，以太祖拳為主體，另外包含蝶拳、鶴拳、虎拳、蛇拳及猴拳等，可謂台灣武術中的百科全書，顯見其博古。現依類分
第一：勤習堂的太祖拳分成基本套路及進階套路兩部份，合稱為「三十六套內」，基本套路又稱為「六路內」，共有九式拳套，包括：拳母、二斬、三斬、四斬、五斬、六路頭、六路尾、倒踏三角、倒坐蓮等；進階套路又稱為「六路外」，共有二十七式拳套，包括：天師扣印、流盤、九步、工字拳、蓋四門、四門滾浪手、四門紺踢、敗馬四門、車栓、七目、蹬錢、小七璋、大七璋、小連盤、大連盤、小仁義、大仁義、倒踏四門、獻胛、美人梳妝、九美梳妝、一角戰、二角戰、三角戰、梅花拳、二斬插手、上尾野等。其中美人梳妝、九美梳妝的手技包括新娘拜手、挽髮照鏡等，充滿陰柔之美，歸類為「姑娘拳」。此外，尚有「三十六套外」的套路，包括內八卦、外八卦、十八刁潼頭、十八刁潼尾、十八羅漢拳、米篩八卦等套路。
第二：太祖蝶拳包括蝶頭、蝶尾、四門變化蝶、單頭蝶、雙頭蝶、梅花蝶、拜馬蝶、衝天蝶、過肢蝶、捲手蝶、烏鴉蝶、三蝶、港尾蝶等十三式套路。
第三：太祖鶴拳包括鶴仔、安鶴、川鶴、丁鶴、四門鶴、四門討吃鶴、外丁鶴、外鶴母、鶴母、鶴椎、外鶴、獨鶴、單肢鶴、獨腳鶴、短肢鶴、斷翼鶴、鉸剪鶴、衝天鶴、孵蛋鶴、外駿鶴、駿身鶴、舉翼鶴、八卦鶴、無影鶴等二十四式套路。
第四：另有虎拳套路包括虎拳頭及猛虎出林兩套，蛇拳有毒溜與毒啄兩套，猴拳有上盤、中盤及下盤三套。

### 振興社
頭嵌振興社系統的武術為金鷹拳或揲仔手
振興社的創始人阿善師本名劉明善，是張廖氏的表親，初來台灣時原本定居在打貓（今嘉義縣民雄鄉一帶），清朝道光8年（1828年）到今西螺廣興里一帶設館授徒。由於阿善師為人仁厚、講義氣，慕名而來的人越來越多，阿善師和振興社的名號傳遍台灣各地。道光26年（1846年），阿善師將館師的頭銜傳給徒弟廖富；廖富兩年後因病過世，阿善師於是復出，繼續執掌振興社。同治元年（1862年），阿善師以七十一歲高齡，加上雙目已失明，而告退休。西元1896年（光緒22年，明治29年）是台灣進入了日治時期的第二年，那年的6月13日，因為日軍企圖越過濁水溪進軍雲林西螺受到抵抗，引起日本政府的關注，這也是雲林地區斗六、他里霧、西螺抗日行動的開始。當時，西螺青年組成的義勇軍在濁水溪畔夜襲日軍，並將所殺的兩名日軍軍人的頭顱懸掛於西螺王爺宮朝廟以示抗日決心；日軍因此大舉攻占西螺地區，尤其將西螺當地的武館成員視為大敵，嚴令振興社解散關閉。振興社的門人四散躲避追緝，教授暗館維生，意外促成振興社武藝在臺灣開枝散葉。
阿善師曾習武於少林寺，在振興社主要傳授的就是少林寺的金鷹拳。
- 揲內拳：拳母、一揲頭、一揲尾、二揲頭、二揲尾、三揲頭、三揲尾、四揲頭、四揲尾、五揲頭、五揲尾、六揲頭、六揲尾、七揲頭、七揲尾。
- 揲仔外：四門白蓮、太祖三角、三角太祖、倒踩蓮花、直路、採柳、展翼、二龍搶珠、金鷹過肢
- 對練
- 群戰

### 金獅連陣武野館
尾嵌金獅連陣武野館為金生師的布雞拳
金獅連陣武野館的創始人是廖金生，於清道光十一年（1831年）左右設館於港尾(第七欠)，
布雞拳，金生師又擅長氣功、輕功和外傷骨科藥物的調配。
布雞拳口訣
開始動物四海皆兄弟／輕身敏捷採看雙手，龍虎排牙齒／出戰黃爪進／肘力倒擋吸氣，輪手過耳，插下呼出，兩肢上衝／出戰黃爪指，次前進／肘力倒擋吸氣輪首過耳，插下呼出，兩肢上衝／出戰黃爪指，一一加一三步理／鄉舉擊出，右腳拖開，左手抓手，右手鏨消失／右腳回元，仙人抱印／左腳踏前，轉頭，左手出龍爪，換右切虎，左龍功／轉回敏捷右打左擊／名手捆前進／再打收起即停止。
金獅連陣武野館除了布雞拳還有跌打損傷的配藥聞名之外，舞獅（開口獅）的名聲也是享譽全台。

### 振興館
振興館是振興社在七嵌範圍外的西螺街上成立的分支

### 武舉人
廖昌期，清道光二十三年 (1843年) 癸卯中式，獲武舉人 。

## 外部連結
- 崇遠堂官方網站 （页面存档备份，存于）
- 郭長成老師的作品集－張廖家祠-崇遠堂（页面存档备份，存于）
- 西螺七崁的由來
- 雲林二崙鄉土傳奇 （页面存档备份，存于）
- 來台祖冥誕 張廖家族祭典隆重 （页面存档备份，存于）, 客家電視台
- 家廟祭祀行為與建築空間關係初探——以臺中市家廟為例[永久], 國立雲林科技大學
- 西螺七欠發展之研究[永久], 國立雲林科技大學
- 張廖姓族親厚福派淵源宗親網
- 張廖家廟
- 張廖姓族親厚福派淵源宗親網
- 港尾廖氏的過去、現在與未來